# Gundlakamma
Gundlakamma (llit de pedres) és un riu d'Andhra Pradesh. Neix als Nalla Mallai Hills prop de Gundla Brahmesvaram, i rep dos torrents de muntanya, el Jampaleru i el Yenamaleru; creua per la gorja Cumbum (Kambham), lloc on forma un llac conegut com a Cumbum Tank, de 21 km de circumferència. Després passa per diversos districtes i desaigua a la badia de Bengala a uns 20 km al nord d'Ongole, per dues boques, la Pata Gundlakamma i la Nova Boca.